# Pascal Script
Pascal Script — це скриптова мова, яка заснована на мові програмування Pascal та полегшує автоматичне керування скриптовими програмами та серверним програмним забезпеченням.
Pascal Script реалізований вільним механізмом створення скриптів, який включає компілятор та інтерпретатор байтового коду. Він підтримує більшість конструкцій Object Pascal, що робить його частково сумісним із Delphi, Free Pascal і GNU Pascal.
Спочатку Pascal Script був розроблений Карло Коком як CajScript і перейменований на Innerfuse Pascal Script з версією 2.23, після чого програмне забезпечення було передано RemObjects, знову перейменовано на RemObjects Pascal Script і запропоновано як програмне забезпечення з відкритим кодом для Delphi IDE. Починаючи з версії 2.07, CajScript було перенесено на Free Pascal. З 2017 року, Pascal Script включено як стандартний компонент до IDE Lazarus.

## Програмне забезпечення з використанням Pascal Script
Pascal Script може використовуватися сценаріями інсталятора для Inno Setup — механізму інсталяції з відкритим кодом. Використання Pascal Script може забезпечити додаткову гнучкість під час інсталяції та деінсталяції, наприклад, шляхом додавання нових сторінок майстра, виклику бібліотек DLL і надання власної поведінки та умов інсталяції.
Pascal Script також використовується для створення сценаріїв на стороні сервера в Pascal Server Pages і maXbox, студії сценаріїв із вбудованим механізмом Delphi.
ReNamer — інструмент, який орієнтований на пакетне автоматизоване перейменування файлів для Windows, можна розширити за допомогою макросів, написаних на Pascal Script.
З випуском версії 1.2, Lazarus IDE почала включати двигун Pascal Script, який тепер доступний у формі кількох компонентів. Крім того, деякі зі стандартних пакетів Lazarus, включаючи SynEdit і TAChart, підтримують її, а IDE можна розширити за допомогою макросів, написаних на Pascal Script.
Дедалі частіше повідомляється про застосування Pascal Script у науці та техніці, включаючи SCADA, робототехніку та освіту.

## Історія
Pascal Script започаткувався в 2000 році з CajScript 1.0, який незабаром був замінений CajScript 2.0 (пізніше названий Innerfuse Pascal Script 2.0).
Версія 2.0 інтерпретувала сценарії під час їх виконання, що мало недолік — кожен фрагмент коду потрібно було повторно аналізувати щоразу, коли механізм сценаріїв проходив його.
У Pascal Script 3.0 це було змінено на нову модель, де компілятор і середовище виконання були повністю відокремлені один від одного та використовували спеціальний формат байт-коду для представлення скомпільованого сценарію. Цей скомпільований сценарій містив лише мінімум, необхідний для виконання коду.
Пізніше, коли Карло Кок приєднався до RemObjects, його було перейменовано на RemObjects Pascal Script і зараз воно підтримується RemObjects Software. Розгалуження Pascal Script підтримується в вихідних кодах IDE Lazarus. Команди Lazarus і Free Pascal перенесли Pascal Script із процесорів Intel на додаткові архітектури, включаючи PowerPC і ARM.